# Стригой
Стриго́й (на румънски: strigoi) в румънската митология е зъл дух, мъртвец, излязъл от гроба си и бродещ нощем.
Думата е производна от румънската дума strigă, свързана на свой ред с италианското strega, което означава вещица.
Използват се различни наименования за това митологично същество: в Ардял, Мунтения и Олтения – стригой или морой; видма или върколак в Буковина, вампир при мегленорумъните.

## Интересни факти
- Стригои се нарича едно от семействата вампири в играта Warhammer Fantasy Battle.
- Стригой (Стрига) е персонаж в цикъла романи „Вещер“ на писателя Анджей Сапковски.